# 君に願いを
「君に願いを（きみにねがいを）」は雅-miyavi-のメジャー6枚目のシングル。2006年7月5日発売。発売元はユニバーサルJ。

## 概要
- アルバム『MYV☆POPS』の先行シングル。
- 初回限定1万枚枚生産。「君に願いを」MV収録したDVD同梱。

## 収録曲
CD
1. 君に願いを
（作詞・作曲:雅-miyavi-／編曲:雅-miyavi-、堤秀樹）
  - ピアノ、シンセサイザーを前面に押し出したバラードナンバー。

DVD
1. 君に願いを（PV）